# تپه کوله حسن خان
تپه کوله حسن خان مربوط به دوره اشکانیان است و در شهرستان کرمانشاه، بخش ماهیدشت، دهستان ماهیدشت، روستای متروکه کوله حسن خان واقع شده و این اثر در تاریخ ۲۷ اسفند ۱۳۸۶ با شمارهٔ ثبت ۲۲۴۷۲ به‌عنوان یکی از آثار ملی ایران به ثبت رسیده است.